# Bolitoglossa decora
Bolitoglossa decora es una especie de salamandras en la familia Plethodontidae.
Es endémica de la vertiente caribeña de las montañas del departamento de Olancho, Honduras.
Su hábitat natural son los montanos húmedos tropicales o subtropicales.
Está amenazada de extinción debido a la destrucción de su hábitat.